# Taylan May

a Compétitions nationales et continentales officielles uniquement.

b Matchs officiels uniquement.
Taylan May, né le 19 août 2001 à Blacktown (Australie), est un joueur de rugby à XIII australien d'origine samoane évoluant au poste d'ailier dans les années 2020.
Petit frère de Terrell May et Tyrone May, tous deux joueurs de rugby à XIII, Taylan May suit les traces et s'impose comme un grand espoir de ce sport. Il dispute la National Rugby League (« NRL ») avec les Penrith Panthers à partir de la saison 2021 et remporte le titre en 2021 et 2022. Fort de ses performances en club, il est sélectionné dans l'équipe des Samoa en juin 2022 puis prend part à la Coupe du monde 2021. Le pays réalise de grandes performances et termine finaliste contre son pays natal l'Australie.

## Palmarès
- Collectif :
  - Vainqueur de la National Rugby League : 2021 et 2022 (Penrith).
  - Finaliste de la Coupe du monde : 2021 (Samoa).

### En club

#### Statistiques
| Saison | Club             | Compétition           | Matchs | Points | Essais | Goals | Drops |
| ------ | ---------------- | --------------------- | ------ | ------ | ------ | ----- | ----- |
| 2021   | Penrith Panthers | National Rugby League | 1      | -      | -      | -     | -     |
| 2022   | Penrith Panthers | National Rugby League | 21     | 64     | 16     | -     | -     |